# Littleton Drew
Littleton Drew är en by i civil parish Grittleton, i distriktet Wiltshire, i grevskapet Wiltshire, i England. Byn är belägen 11 km från Corsham. Littleton Drew var en civil parish fram till 1934 när blev den en del av Grittleton. Civil parish hade 129 invånare år 1931. Byn nämndes i Domedagsboken (Domesday Book) år 1086, och kallades då Liteltone.